# Marco Harboe Ramkilde
Marco Harboe Ramkilde (født 9. maj 1998) er en dansk fodboldspiller, der spiller for AB Gladsaxe.

## Karriere

### AaB
Ramkilde fik den 29. maj 2016 sin debut for AaB's førstehold, da han blev skiftet ind i stedet for Christian Bassogog i det 59. minut. Debutsæsonen som Superligaspiller bød på denne ene optræden, mens 2016-17-sæsonen bød på tre optrædener, alle som indskifter.
Ved indgangen til 2017-18-sæsonen blev Ramkilde en fast del af AaB's førsteholdstrup, hvor han hidtil da havde vekslet mellem U/19 Liga-holdet og Superligatruppen. Han rykkede op samtidigt med Nikolaj Lyngø.
Ramkilde forlod AaB ved udgangen af 2018-19-sæsonen, da kontrakten udløb.